# Chicagský maraton
Chicagský maraton je jedním z největších a nejprestižnějších maratonů na světě. K účasti na tomto závodě není zapotřebí splnit žádný kvalifikační limit, nicméně na start se může postavit maximálně 40 000 závodníků. 
Traťové rekordy drží:
- Muži – Kelvin Kiptum (Keňa) – 2:00:35 SR (2023)
- Ženy – Ruth Chepngetichová (Keňa) – 2:09:56 SR (2024)